# Langedoški dijalekt
Langedoški dijalekt (ISO 639-3: oci; okcitanski. Nekada je smatran posebnim jezikom i označavan kodnim nazivom ISO 639-3: lnc), jedan od šest okcitanskih dijalekata, šira iberoromanska skupina, kojim govori oko 5 000 ljudi u provinciji Languedoc od Montpelliera do Toulousea, Rodeza i Albija Francuska. Ima više dijalekata, viz.: bas-languedocien, languedocien moyen, haut-languedocien i guyennais.

## Vanjske poveznice
- Ethnologue (14th)
- Ethnologue (16th)